# Noèr
Noèr (francès Noé) és un municipi francès, situat a la regió d'Occitània, departament de l'Alta Garona.